# 1956 en combiné nordique
| Années du combiné nordique : 1953 - 1954 - 1955 - 1956 - 1957 - 1958 - 1959    |
| Décennies du combiné nordique : 1920 - 1930 - 1940 - 1950 - 1960 - 1970 - 1980 |

Cette page reprend les résultats de combiné nordique de l'année 1956.

## Festival de ski d'Holmenkollen
Disputée les 24 & 26 février, l'épreuve de combiné du festival de ski d'Holmenkollen 1956 fut remportée par le Norvégien Sverre Stenersen devant son compatriote Kristoffer Grøtli (no), lequel était suivi par le Finlandais Paavo Korhonen.

## Jeux du ski de Lahti
Les 3 & 4 mars, l'épreuve de combiné des Jeux du ski de Lahti 1956 fut remportée par un coureur Sverre Stenersen
devant son compatriote Tormod Knutsen et le Finlandais Paavo Korhonen.

## Jeux du ski de Suède
L'épreuve de combiné des Jeux du ski de Suède 1956 fut remportée par un coureur suédois, Bengt Eriksson,
devant le Finlandais Pekka Ristola. Le Suédois Lars Dahlqvist complète le podium.

## Jeux olympiques

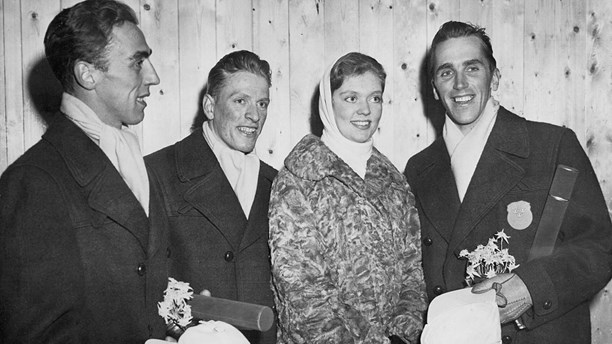
À Cortina en 1956, la princesse Brigitte avec les médaillés Stig Sollander, Bengt Eriksson & Sigvard Ericsson.

Les Jeux olympiques d'hiver eurent lieu à Cortina d'Ampezzo, en Italie.
L'épreuve de combiné fut remportée par le Norvégien Sverre Stenersen devant le Suédois Bengt Eriksson et le Polonais Franciszek Gąsienica Groń.

## Championnats nationaux

### Championnats d'Allemagne
Les résultats des deux Championnats d'Allemagne de combiné nordique 1956 manquent.

### Championnat d'Estonie
Le Championnat d'Estonie 1956 s'est déroulé à Otepää. Il fut remporté par Raimond Mürk devant Uno Aavola, vice-champion sortant, et Peeter Saar.

### Championnat des États-Unis
Organisé à Ishpeming, dans le Michigan, le championnat des États-Unis 1956 a été remporté par Per Staavi.

### Championnat de Finlande
Les résultats
du championnat de Finlande 1956
sont incomplets. Pekka Ristola est arrivé troisième de l'épreuve.

### Championnat de France
Les résultats du championnat de France 1956 manquent.

### Championnat d'Islande
Le championnat d'Islande 1956 fut remporté par Gunnar Pétursson.

### Championnat d'Italie
Le podium du championnat d'Italie 1956 est en tous points identique à celui de l'année précédente : il fut remporté par le champion sortant, Alfredo Prucker,
devant Enzo Perin et Aldo Pedrana.

### Championnat de Norvège
Le championnat de Norvège 1956 se déroula à Drammen, sur le Drafnkollen.
Le vainqueur fut le champion sortant, Sverre Stenersen, suivi par Tormod Knutsen et Per Gjelten.

### Championnat de Pologne
Le championnat de Pologne 1956 fut remporté par Aleksander Kowalski, du club Wisła-Gwardia Zakopane.

### Championnat de Suède
Lors du championnat de Suède 1956, le champion sortant, Bengt Eriksson, du club IF Friska Viljor, a conservé son titre. Le club champion fut le Njurunda IK.

### Championnat de Suisse
Le Championnat de Suisse 1956 a eu lieu à Gstaad.
Le champion 1956 fut André Reymond, devant Louis-Charles Golay et Victor Kronig.